# امبر انگلیش
امبر انگلیش (انگلیسی: Amber English؛ زادهٔ ۲۵ اکتبر ۱۹۸۹) تیرانداز اهل ایالات متحده آمریکا است. او در بازی‌های المپیک تابستانی ۲۰۲۰ در توکیو، ژاپن با برجای گذاشتن رکورد ۵۶ در تیراندازی اسکیت زنان مدال طلا گرفت. این نخستین مدال طلای نیروهای مسلح ایالات متحده در المپیک بود.
وی در مسابقات کشوری و بین‌المللی در مجموع برندهٔ ۲ مدال طلا، ۱ مدال برنز شده‌است.
انگلیش ستوان یکم ذخیره نیروی زمینی ایالات متحده است.

## نگارخانه

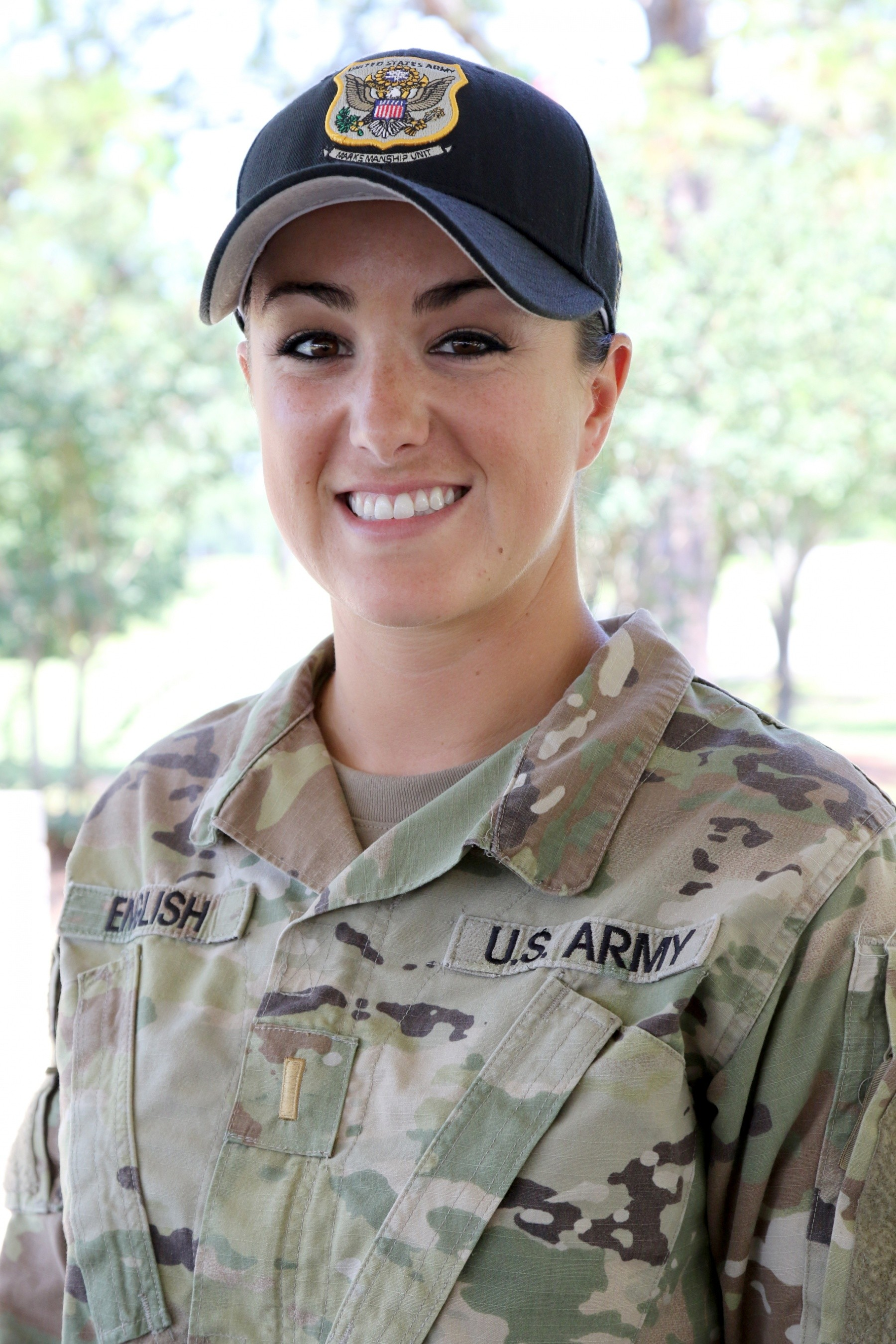
امبر انگلیش در سال ۲۰۱۸
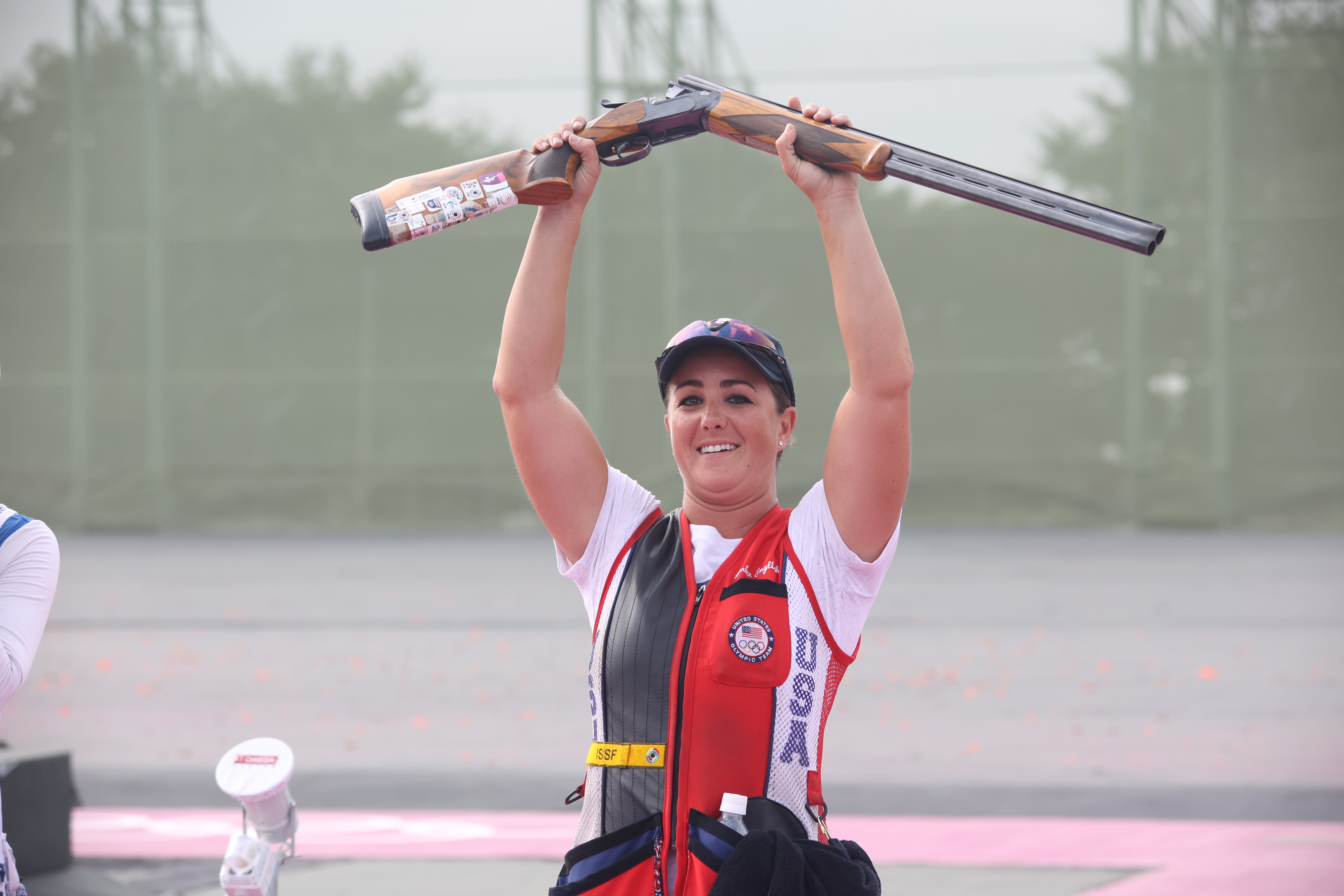
امبر انگلیش در المپیک تابستانی  ۲۰۲۰